# Caché (film)
Caché is een Frans-Oostenrijks-Duits-Italiaanse thriller uit 2005 onder regie van Michael Haneke. De productie werd genomineerd voor vier Césars en won meer dan twintig prijzen daadwerkelijk, waaronder European Film Awards voor beste film, beste regisseur, beste acteur (Daniel Auteuil) en beste montage en drie bekroningen op het filmfestival van Cannes.

## Verhaal
Georges en Anne Laurent vormen met hun tienerzoontje Pierrot een gezin dat de zaakjes prima voor elkaar lijkt te hebben. Ze zijn welvarend, hebben voldoende vrienden en staan met beide benen in de maatschappij. Hun leven wordt overhoop gehaald wanneer een anonieme afzender keer op keer videobanden voor hun voordeur achterlaat met tekeningen eromheen gewikkeld van bloedende kinderen en dieren. De opnamen bestaan oorspronkelijk uit langdurige, schijnbaar onschuldige opnamen van de voorkant van hun huis, maar veranderen gaandeweg in beelden die duidelijk maken dat de maker meer weet van Georges dan zijn huidige adres. Zijn relatie met Anne komt zwaar onder druk te staan doordat hij niets wil loslaten over zijn vermoedens omtrent de videobanden. 's Nachts brengen nachtmerries de ene na de andere herinnering aan vroeger bij hem boven.
Door verschillende herinneringen en verhalen van Georges wordt langzaam duidelijk wat zich precies in zijn jeugd heeft afgespeeld. Toen hij een klein jongetje was, had hij een vriendje genaamd Majid. Toen diens ouders overleden, adopteerden Georges' ouders hem, waardoor Georges stikjaloers werd. Hij maakte Majid daarop wijs dat zijn vader gevraagd had of hij de haan wilde slachten, wat Majid daarop gehoorzaam deed. Georges vertelde zijn ouders echter dat Majid bloed spuugde en deze troffen het jongetje inderdaad met zijn gezicht vol bloed aan. De ouders van Georges brachten Majid daarop weg naar een weeshuis, waarop die een ellendig leven tegemoet ging. Georges heeft hem sindsdien nooit meer gezien, maar weet waar hij woont.

## Rolverdeling
| Acteur              | Personage                  |
| ------------------- | -------------------------- |
| Daniel Auteuil      | Georges Laurent            |
| Juliette Binoche    | Anne Laurent               |
| Maurice Bénichou    | Majid                      |
| Annie Girardot      | Moeder van Georges         |
| Bernard Le Coq      | Hoofdredacteur van Georges |
| Walid Afkir         | Zoon van Majid             |
| Lester Makedonsky   | Pierrot Laurent            |
| Daniel Duval        | Pierre                     |
| Nathalie Richard    | Mathilde                   |
| Denis Podalydès     | Yvon                       |
| Aïssa Maïga         | Chantal                    |
| Caroline Baehr      | Verpleegster               |
| Christian Benedetti | Vader van Georges          |
| Philippe Besson     | Studiogast                 |
| Loic Brabant        | Politieagent               |